# The Gentleman's Magazine
The Gentleman's Magazine est une publication mensuelle britannique, le premier périodique à avoir porté dans son titre le nom de « magazine. » Il fut fondé à Londres au mois de janvier 1731 par Edward Cave. Jusqu'alors, le terme de magazine, en anglais, dérivait du français et signifiait seulement « magasin » au sens d'« entrepôt. » Son contributeur le plus célèbre fut Samuel Johnson.

## Histoire
Alors qu'il était l'un des meilleurs apprentis de l'imprimeur Freeman Collins, de Londres, Edward Cave (1691-1754), avait été envoyé à Norwich, travailler pour le Norwich Post, premier quotidien britannique, fondé en 1701. Après avoir exercé différents métiers dont ceux de journaliste et d'imprimeur, il tenta d'intéresser plusieurs libraires et imprimeurs londoniens à son projet de lancer un mensuel d'intérêt général, mêlant toutes sortes de sujets et de genres, et destinés aux curieux. Comme il ne rencontra que des refus, il décida de le publier lui-même. Les bureaux se situaient près de St John's Gate, dans le quartier de Clerkenwell, à l'ouest de la Cité.
Le titre complet était The Gentleman's Magazine, or Monthly intelligencer. La publication reprenait la devise d'un mensuel fondé quarante plus tôt, en 1692, le Gentleman's Journal. La nouveauté introduite par Edward Cave était de proposer un mensuel où se côtoyaient des comptes rendus de l'actualité, des biographies de personnalités et des commentaires sur n'importe quel sujet susceptible d'intéresser le public cultivé, depuis le prix des denrées jusqu'à la poésie latine. Le Gentleman's Magazine publiait les textes de son équipe de contributeurs attitrés aussi bien que de larges extraits de livres ou d'autres périodiques. Cave lui-même y écrivait des articles sous le pseudonyme de Sylvanus Urban. Cette publication gagna très vite en influence et fut souvent imité, notamment en France, où, suivant l'anglomanie, de nombreux supports parurent avec dans leur titre le mot « magasin » entre 1750 et 1860.
Avant la création du Gentleman's Magazine, d'autres journaux de même type avaient existé, mais sans offrir une telle variété dans le choix des thèmes, par exemple The Gentleman's Journal, dirigé par Peter Motteux de 1692 à 1694.

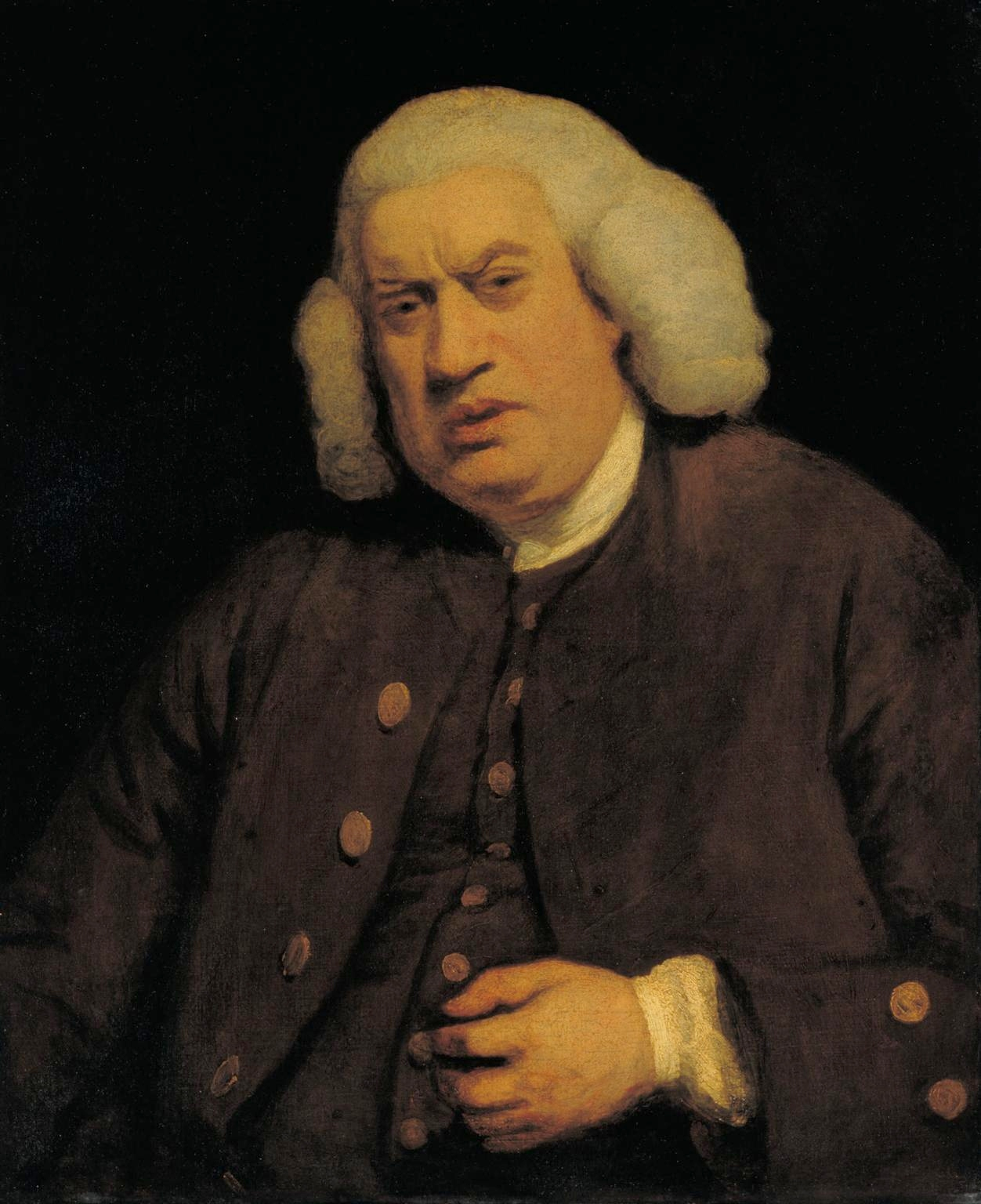
Samuel Johnson par Joshua Reynolds

Ce fut au Gentleman's Magazine que Samuel Johnson effectua ses débuts d'écrivain professionnel en mars 1738, à la fois comme auteur, comme directeur de la rédaction et comme traducteur de latin, de français et d'italien. Il resta toujours reconnaissant à Cave d'avoir été son principal employeur durant de nombreuses années. À une époque où il était interdit de publier le compte rendu des sessions de la Chambre des lords et de la Chambre des communes, Johnson contourna la difficulté en intitulant ses chroniques Debates of the Senate of Magna Lilliputia (« Débats du Sénat de Grande Lilliputie ») et en désignant les intervenants par des surnoms ou des anagrammes. Tout en reflétant les opinions des membres du Parlement britannique, les mots employés étaient en général les siens.
En homme d'affaires avisé, Edward Cave sut développer le réseau de distribution de son magazine, diffusé dans l'ensemble du monde anglophone. Le Gentleman's Magazine continua de paraître jusqu'au mois de septembre 1922.

## Collaborateurs
- Charlotte Lennox
- Samuel Glasse